# 담양 용흥사 동종
담양 용흥사 동종(潭陽 龍興寺 銅鍾)은 대한민국 전라남도 담양군 월산면 용흥사에 있는 조선시대의 종이다. 2008년 3월 12일 대한민국의 보물 제1555호로 지정되었다.

## 개요
이 종은 조선시대 주종장(鑄鍾匠) 중 김애립(金愛立), 김성원(金成元) 등과 함께 사장계(私匠系)를 대표하는 김용암(金龍岩)이 주가 되어 1644년에 주성한 종으로, 규모도 비교적 클 뿐만 아니라 비례감과 조형성이 뛰어나다. 또한 종 고리로 쌍룡(雙龍) 대신 활력 넘치는 사룡(四龍)을 채용하여 특이함을 보이고, 종신에 시문된 각종 문양의 표현에서도 세련미가 넘쳐 난다 따라서 이 종은 다른 조선 후기 범종에 비해 뛰어난 조형미와 문양 표현 등의 주조기술이 돋보이는 수작이다.

## 같이 보기
- 용흥사

## 참고 자료
- 담양 용흥사 동종 - 국가유산청 국가유산포털